# Rūta Meilutytė
Rūta Meilutytė (Kaunas, 19 marzo 1997) è una nuotatrice lituana.
Specializzata nei 50 e 100 m rana, ai Giochi olimpici di Londra nel 2012 si è laureata campionessa olimpica nei 100 m rana con il tempo di 1'05"47, vincendo a sorpresa davanti alla favorita Rebecca Soni e diventando così, a soli 15 anni, la seconda atleta lituana a vincere un oro olimpico dopo quello ottenuto nella fossa dalla tiratrice Daina Gudzinevičiūtė a Sydney 2000.
È la primatista mondiale nei 50 m rana in vasca lunga, detiene anche il record europeo nei 100 m rana in vasca lunga e quello mondiale nella distanza maggiore anche in vasca corta. All'età di 17 anni, dopo la sua partecipazione ai Giochi olimpici giovanili, è diventata la prima ed unica atleta ad aver vinto l'oro nelle principali competizioni internazionali, sia a livello giovanile che assoluto. È detentrice di 17 record nazionali, 2 record mondiali e 3 record europei.

## Biografia
Nata a Kaunas (Lituania) il 19 marzo 1997, è figlia di Saulius Meilutis e Ingrida Meilutienė. Ha perso la madre quando aveva solo 4 anni a causa di un incidente automobilistico. La ragazza si ricorda vagamente di lei, ma i suoi parenti affermano che molte delle caratteristiche fisiche della nuotatrice sono state ereditate proprio dalla madre. Anche se non particolarmente alta, ha comunque piedi molto grandi; quando aveva appena 13 anni calzava già scarpe numero 43, mentre attualmente porta il 44. Iniziò a nuotare all'età di 7 anni, mentre a 13 si trasferì con il padre e i fratelli dalla sua città natale a Plymouth in Inghilterra. Da quel momento Ruta è allenata da Jon Rudd.

## Carriera

### 2012

#### Giochi Olimpici di Londra 2012
In seguito alle selezioni nazionali, conquista un posto nella squadra nazionale per i Giochi olimpici di Londra, diventando così, a soli quindici anni, la più giovane nuotatrice lituana che abbia mai preso parte ad un'Olimpiade. Disputa, in questa occasione, la sua prima gara internazionale: i 100 m rana. La mattina del 29 luglio si presenta in vasca per le batterie; vince con il tempo di 1'05"56 e stabilisce il nuovo primato nazionale della distanza. Nella serata dello stesso giorno vince anche le semifinali con il miglior tempo di 1'05"21, che rappresenta un altro record nazionale, ma soprattutto il nuovo record europeo. Il 30 luglio entra in vasca per la finale e, a sorpresa, vince la medaglia d'oro in 1'05"47 battendo la favorita Rebecca Soni. Durante i Giochi Olimpici disputa anche i 50 m stile libero, che conclude in 25"55. Tale tempo equivale al venticinquesimo crono complessivo e non le permette il passaggio alle semifinali. Ottiene lo stesso risultato anche nella doppia distanza dello stile libero, conclusa in 56"33.
Lo stesso anno, durante l'assemblea dei Comitati Olimpici Europei (COE), viene eletta come miglior atleta a livello giovanile per l'anno 2012. Inoltre, viene anche premiata come miglior atleta lituana dell'anno

#### Campionati mondiali di nuoto in vasca corta Istanbul 2012
In occasione dei Mondiali di Istanbul (Turchia) in vasca corta, disputa quattro gare: 50 e 100 m rana, 100 m stile libero e 100 m misti.
Nel suo primo giorno di gare disputa i 50 m rana, vince le batterie con il tempo di 29"56 che le vale il nuovo record nazionale, record europeo e record dei campionati. Durante le semifinali abbassa ulteriormente tale riferimento e accede alla finale con il miglior crono in 29"51 davanti a Alia Atkinson (29"62) e Jessica Hardy (29"82). In finale vince la medaglia d'oro con nuovo record europeo in 29"44, argento invece per la giamaicana Alia Atkinson (29"67) e bronzo per Katsoulis Sarah (29"94).
Il giorno successivo scende in acqua per le batterie dei 100 m stile libero, durante le quali conquista il quinto tempo complessivo in 53"54 (stabilendo un nuovo record nazionale) e ottenendo così l'accesso alla semifinale. Il programma di gara però, prevedeva la semifinale di questa gara giusto una decina di minuti prima della finale dei 50 m rana e per tale ragione decise di rinunciare alla semifinale su questa distanza così da potersi dedicare esclusivamente alla sua specialità.
Disputa anche i 100 m misti, nonostante non sia una delle sue specialità. Nelle batterie ottiene il passaggio di turno con il secondo tempo in 59"33, che rappresenta il nuovo record nazionale. La sera del medesimo giorno migliora ulteriormente tale primato in occasione delle semifinali e chiude al terzo posto in 59"15. In finale vince la medaglia d'argento in 58"79 dietro a Katinka Hosszú, migliorando per la terza volta il primato nazionale.
Il terzo giorno dei Campionati, disputa le batterie e le semifinali dei 100 m rana. Nelle batterie chiude con il record nazionale e il primo tempo di qualificazione in 1'04"69. In semifinale termina seconda in 1'04"73 dietro a Rikke Møller Pedersen. Il 15 dicembre disputa la sua ultima gara e vince la sua seconda medaglia d'oro in 1'03"52 davanti ad Alia Atkinson e Rikke Moeller Pedersen, stabilendo ancora una volta il nuovo record europeo, record dei campionati (precedente di Rebecca Soni) e record lituano.

### 2013

#### Campionati del mondo Barcellona 2013

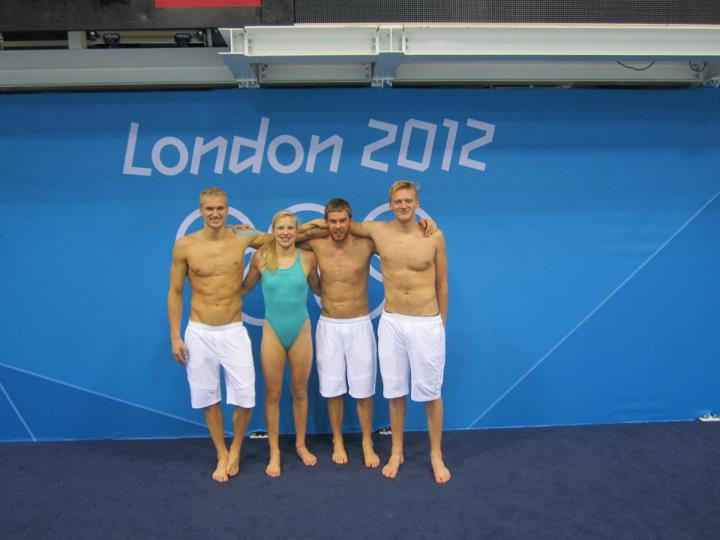
La squadra di Nuoto lituana alle Olimpiadi di Londra 2012.

Nel mese di luglio partecipa ai Mondiali di nuoto di Barcellona, in Spagna. Gareggia nei 50 e 100 m rana e nei 100 m stile libero. Il 29 luglio fa il suo esordio ai Mondiali disputando le batterie dei 100 m rana che vince con il miglior tempo di 1'04"52, facendo segnare il nuovo record nazionale ed europeo in vasca lunga, e dei campionati. Lo stesso giorno vince anche le semifinali con il tempo di 1'04"35. Tale crono rappresenta il nuovo record del mondo che Ruta strappa all'americana Jessica Hardy, la quale l'aveva stabilito nel 2009 in 1'04"45. Diventa così la prima atleta a stabilire un nuovo record del mondo durante i Campionati e la prima nuotatrice lituana a battere un record del mondo, in vasca lunga, da quando la Lituania ottenne l'indipendenza dall'Unione Sovietica nel 1990. Il giorno successivo vince la medaglia d'oro con il tempo di 1'04"42, battendo Julija Efimova (1'05"02) e Jessica Hardy (1'05"52).
Decide di disputare anche le batterie dei 100 m stile libero, conclude in 55"72 non riuscendo ad ottenere il passaggio alle semifinali. Era attesa anche nella singola vasca dello stile libero, ma decise di non presentarsi neppure per le batterie per concentrarsi al meglio nella gara che ancora l'attendeva: i 50 m rana.
Affronta la sua ultima gara dei Mondiali: i 50  m rana. Nella batteria chiude al terzo posto in 30"07, tempo che le è sufficiente per accedere alle semifinali. Nella semifinale che precede quella della Meilutyte, Julija Efimova stabilisce il nuovo record del mondo. Pochi minuti più tardi Ruta ritocca nuovamente il record fatto segnare poco prima dalla russa ed entra in finale con il nuovo primato mondiale di 29"48. Nonostante il nuovo record mondiale stabilito, in finale si ferma al secondo posto, battuta da Julija Efimova, conquistando la medaglia d'argento (29"59).

#### Campionati mondiali giovanili 2013
Nel mese di agosto partecipa ai Mondiali giovanili di Dubai, durante i quali si cimenta nei 50–100 m rana e stile libero, 200 m misti e nella staffetta 4x100 m mista mista. Disputa le batterie e le semifinali dei 50 m rana, chiuse rispettivamente in 31"10 e 30"04. Infine si aggiudica l'oro mondiale in 29"86 con il record dei campionati. La distanza doppia della stessa specialità viene nuotata per la medaglia d'oro in 1'06"61, tempo che le vale anche il nuovo record dei campionati (1'08"62 in batteria e 1'08"48 in semifinale). 
Nello stile libero affronta le batterie e le semifinali dei 50 m in 25"36 e 25"19 per poi vincere la sua terza medaglia d'oro in 25"10. Nei 100 m stile diventa vicecampionessa mondiale giovanile in 54"94. In entrambe le distanze stabilisce anche il nuovo record nazionale. 
Il quarto titolo mondiale individuale arriva nella finale dei 200 m misti, vinti da Ruta in 2'12"32 ancora con un nuovo record nazionale. Vince un'altra medaglia d'argento nella staffetta 4x100 m mista mista. Con un totale di 4 medaglie d'oro e 2 d'argento è l'atleta femminile più medagliata dei campionati.

#### Campionati europei di Herning in vasca corta 2013
Dopo i Campionati del mondo di Barcellona disputa anche alcune gare nelle tappe europee di Coppa del Mondo a Mosca e Stoccolma. Vince 5 ori totali e nella capitale russa stabilisce anche il nuovo record del mondo, europeo e nazionale in vasca corta nei 100 m rana con il tempo di 1'02"36. Conclude la sua stagione agli Europei in vasca corta tenutesi ad Herning in Danimarca. Vince il titolo continentale nei 100 m rana con record dei campionati in 1'02"92 davanti a Julija Efimova e Rikke Møller Pedersen. Nella distanza più breve non riesce ad affermarsi campionessa europea, in quanto termina seconda in 29'10 a soli 6 centesimi da Julija Efimova. Il suo secondo titolo continentale arriva nella gara dei 100 m misti vinta in 57"68 con il nuovo record nazionale e dei campionati, davanti alla primatista del mondo e campionessa europea in carica Katinka Hosszú.

### 2014

#### Giochi Olimpici Giovanili di Nanchino 2014
Ai Giochi Olimpici giovanili di Nanchino prende parte a tre eventi: 50–100 m rana e 100 m stile libero. 
Nella prima gara affronta le batterie e chiude al terzo posto con il tempo di 32"11. Nella fase delle semifinali vince con il tempo di 31"67, mentre in finale vince la medaglia d'oro in 30"14 davanti a Julia Willers (31"78) e Anna Sztankovics (31"84). Nella doppia distanza termina seconda durante le batterie, mentre in semifinale conclude con il miglior tempo in 1'07"83. Il giorno successivo vince la sua seconda medaglia d'oro in 1'05"39.
Ruta partecipa anche alle batterie dei 100 m stile libero nelle quali termina quarta in 56"20, così come nelle semifinali nelle quali chiude in 55"46. In finale chiude al quinto posto in 55"17. Era iscritta anche nei 200 m misti ai quali rinuncia per dei dolori alla spalla.

#### Campionati europei di Berlino 2014
A distanza di poche ore dai successi in terra cinese ai Giochi olimpici giovanili, vola a Berlino per prendere parte alle batterie dei 50 m rana. In semifinale vince con il tempo di 30"73, mentre in semifinale arriva al primo posto in 29"88, segnando il nuovo record dei campionati che apparteneva a Julija Efimova (30"29). Il 24 agosto scende in acqua per la finale che riesce a vincere in 29"89, ad 1 solo centesimo dal suo stesso record stabilito il giorno prima. Questa medaglia d'oro era quella che le mancava per diventare la prima e sola atleta a vincere il Grande Slam nella disciplina del nuoto. Per fare ciò era necessaria la vittoria in tutti i più grandi eventi del nuoto: Giochi olimpici, Giochi olimpici giovanili, Mondiali di nuoto sia in vasca corta che in vasca lunga, Campionati mondiali giovanili di nuoto, Coppa del Mondo, Campionati europei ed Europei giovanili. Diventa, inoltre, la prima atleta lituana ad aver vinto una medaglia d'oro ai Campionati Europei di nuoto.
Durante i Campionati partecipa anche alla gara dei 50 m stile libero che conclude al diciassettesimo posto in 25"54. Decide di non proseguire nelle fasi eliminatorie per risparmiare energie per la finale dei 50 m rana.

### 2016-2018: successi e delusione olimpica a Rio
Nel maggio 2016 vince la medaglia d'oro nei 100 metri rana agli europei di Londra, con il tempo di 1'06"17. Tuttavia alle Olimpiadi di Rio de Janeiro, nei 100 metri rana, sua specialità, ottiene solamente un deludente settimo posto.
Nel 2017 Meilutytė partecipa ai campionati europei in vasca corta di Copenaghen, dove ottiene il primo posto sia nei 50 metri che nei 100 metri della rana. L'anno successivo ai mondiali in vasca corta di Hangzhou ottiene la medaglia d'argento nei 50 metri rana, alle spalle di Alia Atkinson. Agli europei di Glasgow dello stesso anno vince un'altra medaglia d'argento nei 100 metri rana, superata da Efimova.

### 2019: il ritiro
Il 22 maggio 2019, a soli 22 anni, annuncia il suo ritiro dall'attività agonistica.

### 2022: il ritorno alle competizioni e il successo ai mondiali di Budapest
Il 19 giugno 2022 torna in acqua per gareggiare nei suoi 100 rana alla XIX edizione dei mondiali di nuoto a Budapest. Partecipa alle serie mattutine e si qualifica per la semifinale con il 9º tempo, riuscendo poi a qualificarsi anche per la finale in quarta piazza. Nella gara valevole per le medaglie, il 20 giugno, la lituana giunge 3º con il tempo di 1'06"02, vincendo la sua prima medaglia di bronzo iridata e tornando a vincere una medaglia mondiale per la prima volta dopo 7 anni. Qualche giorno dopo, partecipa anche ai 50 metri rana: dopo essere passata in semifinale con l'ultimo tempo utile (16°), si qualifica alla finale con il secondo miglior tempo, alle spalle di Benedetta Pilato. Nella gara finale del 25 giugno, Meilutytė riesce a ottenere la sua prima medaglia d'oro nella specialità, vincendo con il tempo di 29"70 e tornando a medaglia mondiale nei 50 metri per la prima volta dal 2013. 
Agli europei di Roma, Rūta centra la medaglia d'oro nei 50 metri rana con un tempo di 29"59, battendo nuovamente Pilato in finale. Nei 100 metri rana, invece, ottiene la medaglia di bronzo.  A fine anno partecipa ai campionati del mondo in vasca corta di Melbourne, dove si aggiudica la medaglia d'oro nei 50 metri rana. Nella finale dei 100 metri rana, invece, viene squalificata. 

### 2023-
Nel 2023 Meilutytė disputa i mondiali di Fukuoka, dove vince l'oro nei 100m rana con il tempo di 1'04''62. La lituana torna al successo mondiale in questa gara dopo 10 anni, quando vinse l'oro a Barcellona 2013. Successivamente riesce a confermare l'oro iridato nei 50 metri rana, facendo segnare in finale il nuovo record mondiale della specialità con il tempo di 29"16. Nel 2024 vince l'oro nei 50 metri rana sia ai mondiali di Doha sia ai mondiali in corta di Budapest. L'anno seguente si ripete nella medesima distanza ai mondiali di Singapore.

## Palmarès
- Giochi olimpici

Londra 2012: oro nei 100m rana.
- Mondiali

Barcellona 2013: oro nei 100m rana e argento nei 50m rana.
Kazan 2015: argento nei 100m rana.
Budapest 2022: oro nei 50m rana e bronzo nei 100m rana.
Fukuoka 2023: oro nei 50m rana e nei 100m rana.
Doha 2024: oro nei 50m rana.
Singapore 2025: oro nei 50m rana.
- Mondiali in vasca corta

Istanbul 2012: oro nei 50m rana e nei 100m rana e argento nei 100m misti.
Doha 2014: oro nei 50m rana e argento nei 100m rana.
Hangzhou 2018: argento nei 50m rana.
Melbourne 2022: oro nei 50m rana.
Budapest 2024: oro nei 50m rana.
- Europei

Berlino 2014: oro nei 50m rana.
Londra 2016: oro nei 100m rana.
Glasgow 2018: argento nei 100m rana.
Roma 2022: oro nei 50m rana e bronzo nei 100m rana.
- Europei in vasca corta

Herning 2013: oro nei 50m rana, nei 100m rana e nei 100m misti.
Copenaghen 2017: oro nei 50m e nei 100m rana.
- Giochi olimpici giovanili

Nanchino 2014: oro nei 50m rana e nei 100m rana.
- Mondiali giovanili

Dubai 2013: oro nei 50m rana, nei 100m rana, nei 50m sl e nei 200m misti, argento nei 100m sl e nella 4x100m misti mista.
- Europei giovanili

Poznan 2013: oro nei 100m rana e argento nei 50m sl.

## Record

### Record europei (vasca lunga)
| Record | Distanza | Stile | Tempo   | Manifestazione                                  | Luogo               | Data           | Età | Ref    |
| ------ | -------- | ----- | ------- | ----------------------------------------------- | ------------------- | -------------- | --- | ------ |
| RE     | 100 m    | Rana  | 1:05.21 | Giochi Olimpici di Londra 2012                  | Londra, Regno Unito | 29 luglio 2012 | 15  | [ 34 ] |
| RE     | 100 m    | Rana  | 1:05.20 | Meeting Internazionale Mare Nostrum 2013        | Monte Carlo, Monaco | 8 giugno 2013  | 16  | [ 35 ] |
| RE     | 100 m    | Rana  | 1:04.35 | Campionati mondiali di nuoto di Barcellona 2013 | Barcellona, Spagna  | 29 luglio 2013 | 16  | [ 36 ] |
| RE     | 50 m     | Rana  | 29.96   | Meeting Internazionale Mare Nostrum 2013        | Barcellona, Spagna  | 11 giugno 2013 | 16  | [ 37 ] |
| RE     | 50 m     | Rana  | 29.48   | Campionati mondiali di nuoto di Barcellona 2013 | Barcellona, Spagna  | 11 giugno 2013 | 16  | [ 38 ] |

### Record europei (vasca corta)
| Record | Distanza | Stile | Tempo   | Manifestazione                                   | Luogo             | Data             | Età | Ref    |
| ------ | -------- | ----- | ------- | ------------------------------------------------ | ----------------- | ---------------- | --- | ------ |
| RE     | 100 m    | Rana  | 1:03.52 | Campionati mondiali di nuoto in vasca corta 2012 | Istanbul, Turchia | 15 dicembre 2012 | 15  | [ 39 ] |
| RE     | 100 m    | Rana  | 1:02.36 | Coppa del Mondo di nuoto 2013                    | Mosca, Russia     | 12 ottobre 2013  | 16  | [ 40 ] |
| RE     | 50 m     | Rana  | 29.44   | 2012 World Championships                         | Istanbul, Turkey  | 2012 dicembre 13 | 15  | [ 41 ] |
| RE     | 50 m     | Rana  | 28.89   | Coppa del Mondo di nuoto 2013                    | Mosca, Russia     | 13 ottobre 2013  | 16  | [ 42 ] |
| RE     | 50 m     | Rana  | 28.81   | Campionati mondiali di nuoto in vasca corta 2014 | Doha, Qatar       | 13 ottobre 2013  | 17  | [ 43 ] |

### Record mondiali
| Record | Distanza | Stile | Tempo   | Manifestazione                                  | Luogo              | Data            | Età | Ref    |
| ------ | -------- | ----- | ------- | ----------------------------------------------- | ------------------ | --------------- | --- | ------ |
| WR     | 100 m    | Rana  | 1:04.35 | Campionati mondiali di nuoto di Barcellona 2013 | Barcellona, Spagna | 29 luglio 2013  | 16  | [ 36 ] |
| WR     | 50 m     | Rana  | 29.48   | Campionati mondiali di nuoto di Barcellona 2013 | Barcellona, Spagna | 3 agosto 2013   | 16  | [ 44 ] |
| WR     | 100 m    | Rana  | 1:02.36 | Coppa del Mondo di nuoto 2013                   | Mosca, Russia      | 12 ottobre 2013 | 16  | [ 40 ] |

### Record Personali
| Evento (vasca lunga) | Tempo   | Manifestazione                        | Località               | Data             | Note     |  |
| -------------------- | ------- | ------------------------------------- | ---------------------- | ---------------- | -------- |  |
| 50 m rana            | 29.48   | Campionati mondiali di nuoto 2013     | Barcellona, Spagna     | 3 agosto 2013    | RN/RE/WR |  |
| 100 m rana           | 1:04.35 | Campionati mondiali di nuoto 2013     | Barcellona, Spagna     | 29 luglio 2013   | RN/RE/WR |  |
| 200 m rana           | 2:30.00 | BG ASA SWR Youth Championships        | Plymouth, Regno Unito  | 3 maggio 2014    |          |  |
| 50 m stile libero    | 25.10   | Campionati mondiali giovanili 2013    | Dubai, UAE             | 31 agosto 2013   | RN       |  |
| 100 m stile libero   | 54.94   | Campionati mondiali giovanili 2013    | Dubai, UAE             | 28 agosto 2013   | RN/RC    |  |
| 200 m stile libero   | 2:00.11 | British GAS Swimming Competition 2014 | Glasgow, Regno Unito   | 10 aprile 2014   | RN       |  |
| 50 m dorso           | 28.78   | Campionati mondiali giovanili 2013    | Dubai, UAE             | 29 agosto 2013   | RN       |  |
| 100 m dorso          | 1.02.95 | BUCS Long Course 2012                 | Sheffield, Regno Unito | 24 febbraio 2014 |          |  |
| 50 m delfino         | 27.14   | Campionati mondiali giovanili 2013    | Dubai, UAE             | 28 agosto 2013   | RN       |  |
| 200 m misti          | 2:12.32 | Campionati mondiali giovanili 2013    | Dubai, UAE             | 29 agosto 2013   | RN/RC    |  |
|                      |         |                                       |                        |                  |          |  |

| Evento (vasca corta) | Tempo   | Manifestazione                           | Località               | Data             | Note     |  |
| -------------------- | ------- | ---------------------------------------- | ---------------------- | ---------------- | -------- |  |
| 50 m rana            | 28.89   | Coppa del Mondo di nuoto 2013            | Barcellona, Spagna     | 13 ottobre 2013  | RN/RE    |  |
| 100 m rana           | 1:02.36 | Coppa del Mondo di nuoto 2013            | Mosca, Russia          | 12 ottobre 2013  | NR/RE/WR |  |
| 200 m rana           | 2:31.60 | BG SWR Short Course Championships        | Millfield, Regno Unito | 4 dicembre 2011  |          |  |
| 50 m stile libero    | 24.95   | Campionati nazionali in vasca corta 2013 | Anykščiai, Lithuania   | 20 dicembre 2013 | RN       |  |
| 100 m stile libero   | 53.54   | Campionati mondiali in vasca corta       | Istanbul, Turchia      | 13 dicembre 2012 | RN       |  |
| 200 m stile libero   | 2:12.62 | Campionati nazionali 2012                | Anykščiai, Lithuania   | 18 dicembre 2009 |          |  |
| 50 m dorso           | 28.36   | ASA SWR Short Course Championships       | Millfield, Regno Unito | 7 dicembre 2013  | RN       |  |
| 100 m dorso          | 1:15.16 | Lithuanian Age Group Championships       | Kaunas, Lithuania      | 15 maggio 2009   |          |  |
| 200 m dorso          | 2:10.09 | ASA SWR Short Course Championships       | Millfield, Regno Unito | 7 dicembre 2013  | RN       |  |
| 50 m delfino         | 26.85   | Campionati nazionali in vasca corta 2013 | Anykščiai, Lithuania   | 21 dicembre 2013 | RN       |  |
| 100 m misti          | 57.68   | Campionati europei in vasca corta 2013   | Herning, Danimarca     | 14 dicembre 2013 | RN       |  |
| 200 m misti          | 2:09.55 | Campionati nazionali 2012                | Anykščiai, Lithuania   | 22 dicembre 2012 | RN       |  |
|                      |         |                                          |                        |                  |          |  |

## Riconoscimenti
- Miglior atleta giovanile dell'anno 2012[46]
- Miglior atleta lituano dell'anno 2012 - 2013[47]
- Miglior nuotatore lituano dell'anno 2012[47]
- Miglior nuotatore lituano dell'anno 2013[47]
- LEN Award: 2022